# Nick George
Nicholas James George, detto Nick (Manchester, 25 settembre 1982), è un ex cestista britannico.

## Carriera
Con la Gran Bretagna ha disputato i Campionati europei del 2009.

## Palmarès
- Supercoppa italiana: 1

Treviso: 2006
- CAAC Champion: 2004
- Convocato al World Junior Tournament di Douai: 2000
- Coppa Svizzera: 2012
- Campionato Svizzero: 2012